# Carpo (satélite)
Carpo, também conhecido como Júpiter XLVI, é um satélite natural de Júpiter. Foi descoberto por uma equipe de astrônomos da Universidade do Havaí liderada por Scott S. Sheppard em 2003, e recebeu a designação provisória S/2003 J 20. Foi nomeado em março de 2005 a partir de Carpo, uma das filhas de Zeus.
Carpo tem cerca de 3 km de diâmetro, e orbita Júpiter a uma distância média de 17 078 000 km em 456,25 dias, com uma inclinação de 51,157°, em uma direção retrógrada com uma excentricidade de 0,4436.